# Campionati europei di nuoto artistico 2025
I campionati europei di nuoto artistico 2025 si sono svolti dal 2 al 5 giugno 2025, presso il Penteada Olympic Swimming Pools Complex di Funchal, in Portogallo.

## Nazioni partecipanti
Hanno preso parte ai campionati 21 paesi:
- Austria (3)
- Belgio (1)
- Bulgaria (4)
- Croazia (3)
- Rep. Ceca (9)
- Finlandia (2)
- Francia (12)
- Georgia (3)
- Gran Bretagna (12)
- Germania (4)
- Grecia (12)
- Israele (12)
- Italia (14)
- Paesi Bassi (1)
- Portogallo (5)
- San Marino (1)
- Slovacchia (3)
- Spagna (14)
- Svezia (2)
- Ucraina (12)
- Turchia (3)

## Podi

### Uomini
| Evento                  | Oro            | Punti    | Argento        | Punti    | Bronzo                | Punti    |
| Solo tecnico (dettagli) | Ranjuo Tomblin | 234.4225 | Filippo Pelati | 232.6259 | Dennis González Boneu | 213.6642 |
| Solo libero (dettagli)  | Jordi Caceres  | 188.9500 | Filippo Pelati | 187.1288 | Ranjuo Tomblin        | 173.3837 |

### Donne
| Evento                  | Oro                                           | Punti    | Argento                                    | Punti    | Bronzo                                      | Punti    |
| Solo tecnico (dettagli) | Vasiliki Alexandri                            | 257.2400 | Iris Tió                                   | 249.0917 | Klara Bleyer                                | 246.9650 |
| Solo libero (dettagli)  | Klara Bleyer                                  | 219.8363 | Enrica Piccoli                             | 212.9451 | Iris Tió                                    | 208.9075 |
| Duo tecnico (dettagli)  | Austria Anna-Maria Alexandri Eirini Alexandri | 301.8800 | Spagna Meritxell Ferre Lilou Lluis Valette | 282.1017 | Francia Anastasia Bayandina Romane Lunel    | 278.0242 |
| Duo libero (dettagli)   | Italia Enrica Piccoli Lucrezia Ruggiero       | 250.6683 | Spagna Lilou Lluís Valette Iris Tió        | 248.3325 | Germania Klara Bleyer Amelie Blumenthal Haz | 237.0950 |

### Misti
| Evento                        | Oro | Punti    | Argento | Punti    | Bronzo | Punti    |
| Duo tecnico (dettagli)        | Spagna Dennis Gonzalez Boneu Mireia Hernandez | 216.1967 | Regno Unito Isabelle Thorpe Ranjuo Tomblin | 214.9441 | Italia Filippo Pelati Lucrezia Ruggiero | 205.9059 |
| Duo libero (dettagli)         | Spagna Dennis Gonzalez Boneu Iris Tió | 290.4242 | Italia Filippo Pelati Lucrezia Ruggiero | 288.8300 | Regno Unito Holly Hughes Ranjuo Tomblin | 283.0990 |
| Squadra tecnico (dettagli)    | Spagna Cristina Arambula Casares Meritxell Ferre Gaset Marina Garcia Polo Lilou Lluís Valette Alisa Ozhogina Ozhogin Paula Ramirez I Ibanez Sara Saldana Lopez Iris Tió   | 290.3810 | Ucraina Oleksandra Gorec'ka Mariya Hrynishyna Uliana Hrynishyna Alisa Kulyk Yelyzaveta Lymar Dar"ja Mošyns'ka Daria Prynko Anastasija Šmonina  | 266.2233 | Francia Angeline Bertinelli Jeanne Clair Ambre Esnault Héloïse Guillot Claudia Janvier Romane Lunel Romane Temessek Lou Thuillier                                           | 265.7233 |
| Squadra libero (dettagli)     | Spagna Cristina Arambula Casares Meritxell Ferre Gaset Marina Garcia Polo Dennis Gonzalez Boneu Alisa Ozhogina Ozhogin Paula Ramirez I Ibanez Sara Saldana Lopez Iris Tió | 320.1147 | Italia Valentina Bisi Beatrice Esegio Marta Iacoacci Alessia Macchi Sofia Mastroianni Susanna Pedotti Sophie Tabbiani Giulia Vernice           | 277.7194 | Israele Yogev Dagan Catherine Kunin Alexandra Lerman Noga Levy Lior Makmel Aya Mazor Shaya Sar Shalom Nechmad Yaara Sharabi                                                 | 223.7710 |
| Squadra acrobatico (dettagli) | Italia Beatrice Andina Marta Iacoacci Alessia Macchi Giorgia Lucia Macino Sofia Mastroianni Susanna Pedotti Sophie Tabbiani Giulia Vernice                                | 208.4609 | Ucraina Ivanna Burba Oleksandra Gorec'ka Uliana Hrynishyna Alisa Kulyk Yelyzaveta Lymar Dar"ja Mošyns'ka Anastasija Šmonina Mariia Zdorovtsova | 202.7965 | Spagna Cristina Arambula Casares Meritxell Ferre Gaset Marina Garcia Polo Dennis Gonzalez Boneu Lilou Lluís Valette Meritxell Mas Paula Ramirez I Ibanez Sara Saldana Lopez | 202.6892 |

## Medagliere
| Posiz. | Nazione     | Oro | Argento | Bronzo | Totale |
| ------ | ----------- | --- | ------- | ------ | ------ |
| 1      | Spagna      | 5   | 3       | 3      | 11     |
| 2      | Italia      | 2   | 5       | 1      | 8      |
| 3      | Austria     | 2   | 0       | 0      | 2      |
| 4      | Regno Unito | 1   | 1       | 2      | 4      |
| 5      | Germania    | 1   | 0       | 2      | 3      |
| 6      | Ucraina     | 0   | 2       | 0      | 2      |
| 7      | Francia     | 0   | 0       | 2      | 2      |
| 8      | Israele     | 0   | 0       | 1      | 1      |
| Totale | Totale      | 11  | 11      | 11     | 33     |